# Lambeth Palace
Lambeth Palace est la résidence londonienne officielle de l’archevêque de Canterbury. Il se trouve, comme son nom l'indique, à Lambeth sur la rive sud de la Tamise un peu en amont du palais de Westminster qui se trouve sur l'autre berge. L'archevêché en fit l'acquisition vers 1200. La rue de Lambeth Palace Road part vers l'ouest, Lambeth Road est au sud et le pont de Lambeth Bridge au sud-ouest.

## Histoire
La rive sud de la Tamise, à l'écart du Londres historique, s'est développée lentement à cause des terrains inondables et marécageux s'étendant jusqu'au faubourg est de Blackfriars, terrains qu'on appelait les marais de Lambeth (Lambeth Marsh). Le toponyme de « Lambeth » renvoie au mot saxon hithe, désignant un appontement : les archevêques se rendaient à cet endroit en bateau, comme John Wycliff qui y fut jugé pour hérésie. En 1381, au cours de la Révolte des paysans, le palais fut pris d'assaut et les rebelles se saisirent de l’archevêque Simon Sudbury, qu'ils exécutèrent.
La plus ancienne partie du palais est la chapelle de style gothique primaire. La tour dite « des Lollards », qui porte encore les traces de son utilisation comme cachot au XVIIe siècle date, elle, de 1440. On peut encore admirer une magnifique porte de ville de style Tudor en brique édifiée par le cardinal John Morton en 1495. La dépouille du cardinal Reginald Pole y fut conservée 40 jours après sa mort en 1558. On présume que le figuier dans la cour pourrait être le figuier White Marseille planté par ce même cardinal Pole en 1525.
Le cardinal Wolsey habitait ce palais et logeait des centaines de religieux et de domestiques dans les maisons alentour, avant de devoir céder le domaine au roi Henri VIII. Le palais servit dès lors de résidence aux princes des dynasties Tudor et Stuart (il fut la résidence favorite de la reine Anne) avant que la reine Victoria en fasse don au peuple britannique à son avènement dans les années 1800.

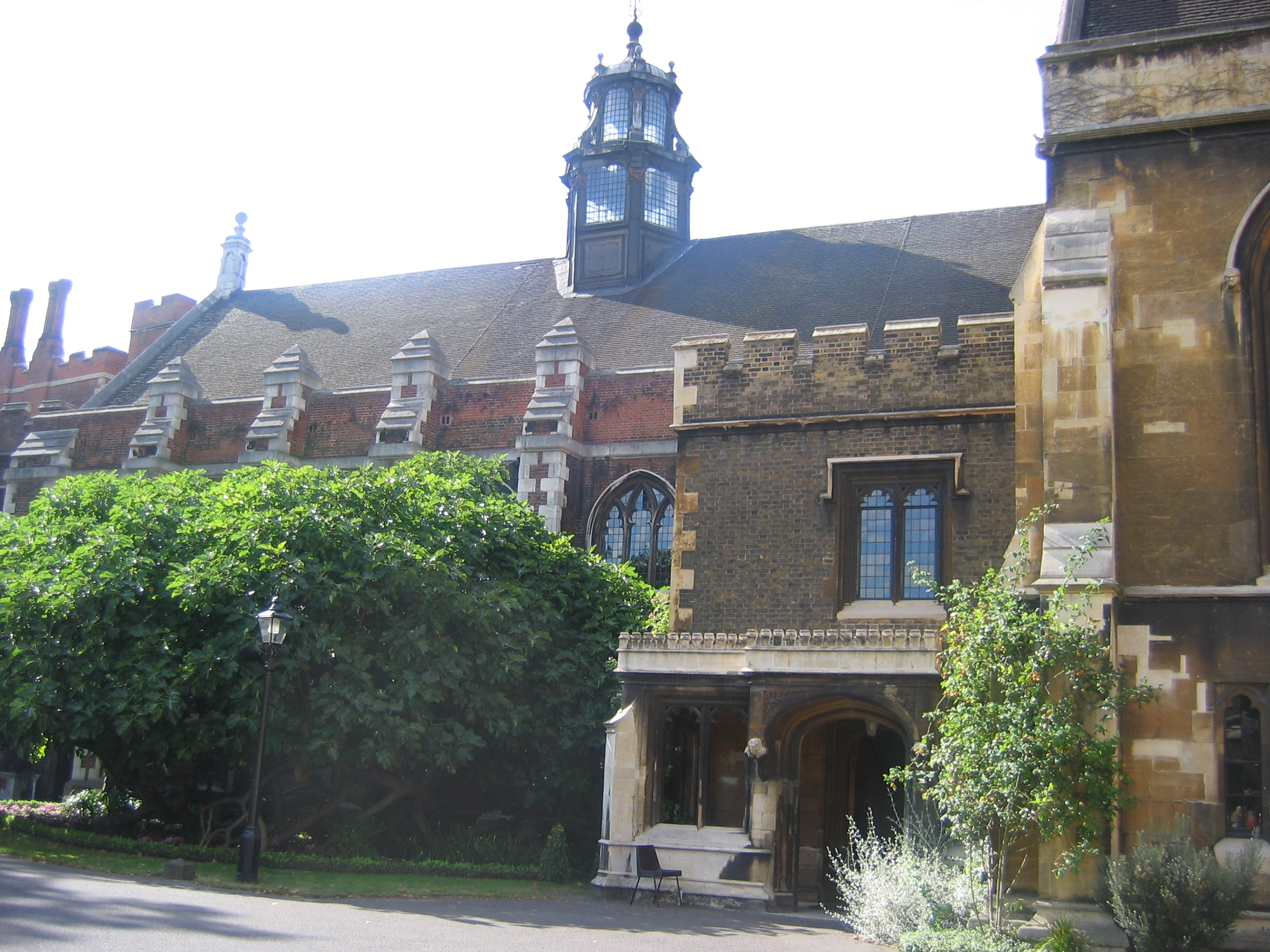
Le grand hall avec au premier plan le figuier du cardinal Pole.

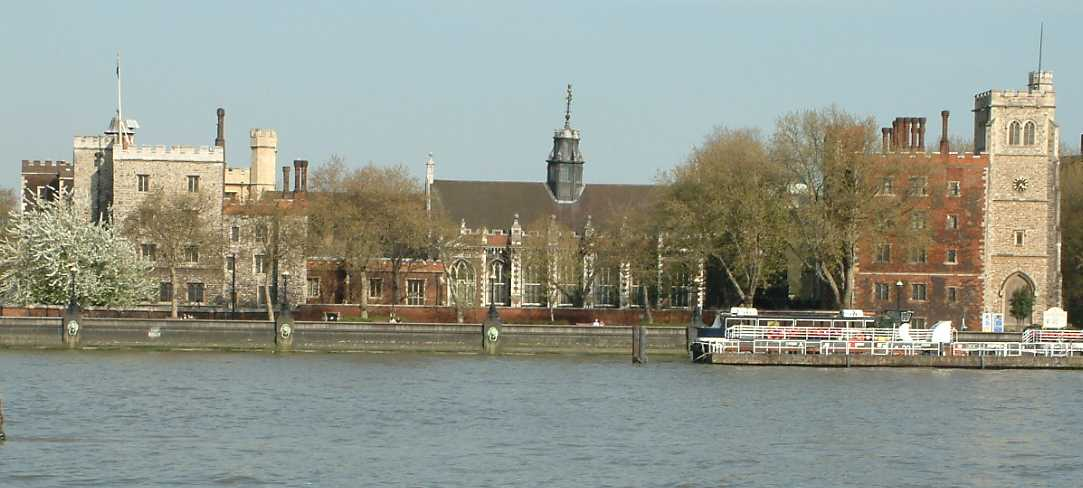
Lambeth Palace photographié depuis l'ouest de l'autre côté de la Tamise.

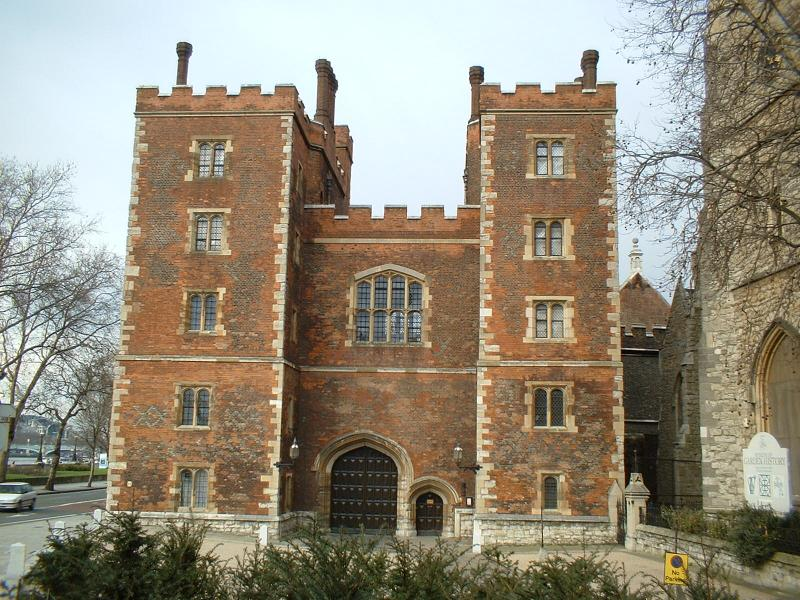
La tour Morton, une des portes de Lambeth Palace.

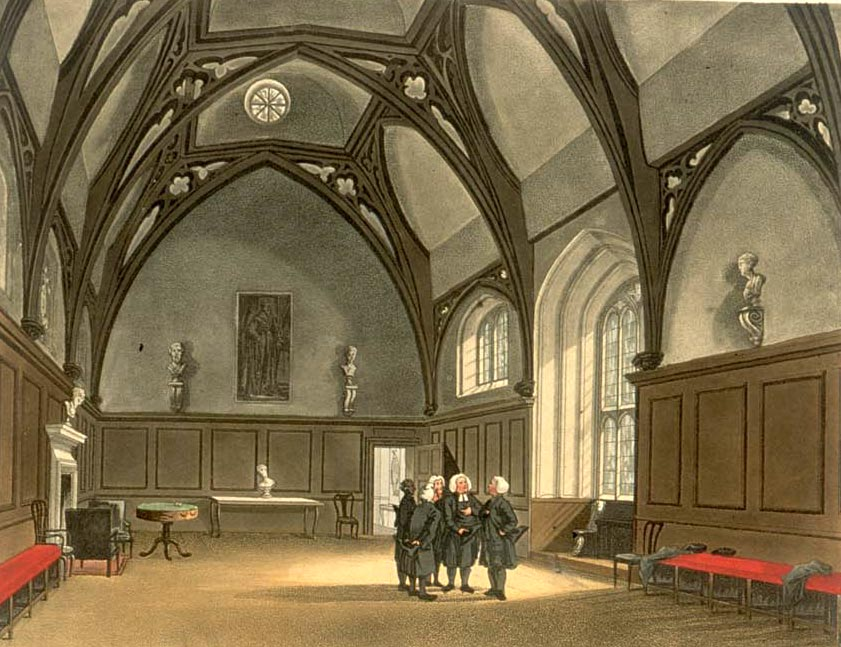
La salle de garde, qualifiée par Pepys de « pièce vieillotte » (new old-fashioned hall), illustration tirée de Microcosm of London par Ackermann, 1808-11.

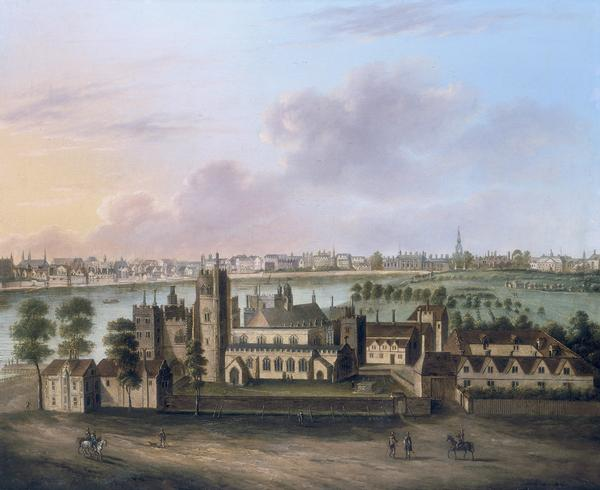
Vue du sud de Lambeth Palace vers 1685.

Le grand hall fut saccagé par les troupes républicaines de Cromwell au cours de la Première Révolution anglaise, et fut reconstruit sous la Restauration par l’archevêque William Juxon en 1663 dans un style gothique tardif avec un plafond à poutres martelées, comme on n'en avait plus construit depuis des siècles. Dans cet édifice, ce choix architectural exprimait la continuité entre la High-Church anglicane et la piété traditionnelle (le propre frère du roi était un catholique déclaré), et affirmait aux yeux de tous la fin de l’intermède puritain. Comme pour certains traits gothiques des collèges universitaires construits à cette période, les historiens de l’architecture hésitent à y voir une réminiscence tardive du style gothique ou un signe extraordinairement précurseur du Gothic Revival qui s'épanouira véritablement au XIXe siècle. Le diariste Samuel Pepys le qualifia assez justement de « new old-fashioned hall ».
Parmi les portraits des archevêques encore visibles sur les murs du palais, on peut admirer des œuvres de Hans Holbein, Antoine van Dyck, William Hogarth et Joshua Reynolds.
L'édifice fut agrandi en 1834 par Edward Blore (1787–1879), le futur architecte du palais de Buckingham. Son art s'y exprimait dans un style suffisamment néo-gothique pour satisfaire un Walter Scott, et la façade domine un carré de verdure étendu. Ce sont d'ailleurs ces seuls bâtiments que les archevêques habitent de nos jours.

## Bibliothèque de l'archevêché
Le palais abrite aujourd'hui la bibliothèque de l'archevêché de Canterbury (Lambeth Palace Library), qui contient l'essentiel des archives de l’Église d'Angleterre, et dont son fondateur, l'archevêque Richard Bancroft, voulait faire une bibliothèque publique en 1610. Elle contient par conséquent beaucoup de documents relatifs à l'histoire ecclésiastique, dont les archives des archevêques et des évêques, et des courriers concernant des sociétés charitables et des mouvements missionnaires anglicans. Le fonds ancien comporte des manuscrits originaux remontant pour certains jusqu’au IXe siècle, dont l'un des plus célèbres est la Bible de Lambeth, ainsi qu'un des exemplaires de la Bible de Gutenberg. Les autres collections couvrent quantités de domaines, depuis l’histoire de l’art et de l’architecture jusqu’à l'histoire coloniale et du Commonwealth, sans compter d’innombrables aspects de l’histoire sociale, politique et économique anglaise. Cette bibliothèque offre aussi des ressources uniques pour l'étude de l’histoire locale anglaise et la généalogie.

## L'église paroissiale de St Mary-at-Lambeth
L'église paroissiale voisine de St Mary-at-Lambeth fut reconstruite vers 1850, même si les ailes anciennes, préservées, lui confèrent un aspect de vénérable antiquité. On y voit les stèles funéraires de quelques archevêques, dont Richard Bancroft, celle des jardiniers et paysagistes John Tradescant l'Ancien et son fils de même nom, et de l’amiral William Bligh. L'église St Mary fut déclassée en 1972, et quelques années plus tard le musée de l'histoire du jardinage (aujourd'hui le Garden Museum) y ouvrit ses portes, en hommage à l’œuvre des Tradescant.

## Archevêques décédés à Lambeth Palace
| Nom                  | Année de décès | Lieu de sépulture             |
| -------------------- | -------------- | ----------------------------- |
| William Whittlesey   | 1375           | Cathédrale de Canterbury      |
| John Kemp            | 1453           | Cathédrale de Canterbury      |
| Henry Deane          | 1504           | Cathédrale de Canterbury      |
| Reginald Pole        | 1558           | Cathédrale de Canterbury      |
| Matthew Parker       | 1575           | Chapelle de Lambeth           |
| John Whitgift        | 1604           | Croydon                       |
| Richard Bancroft     | 1610           | Lambeth                       |
| William Juxon        | 1663           | Chapelle de St John's College |
| Gilbert Sheldon      | 1667           | Croydon                       |
| John Tillotson       | 1694           | St Lawrence Jewry             |
| Thomas Tenison       | 1715           | Croydon                       |
| John Potter          | 1747           | Croydon                       |
| Thomas Secker        | 1768           | Lambeth                       |
| Frederick Cornwallis | 1783           | Lambeth                       |
| John Moore           | 1805           | Lambeth                       |

## Source
- (en) Cet article est partiellement ou en totalité issu de l’article de Wikipédia en anglais intitulé « Lambeth Palace » (voir la liste des auteurs).